# Rossikon

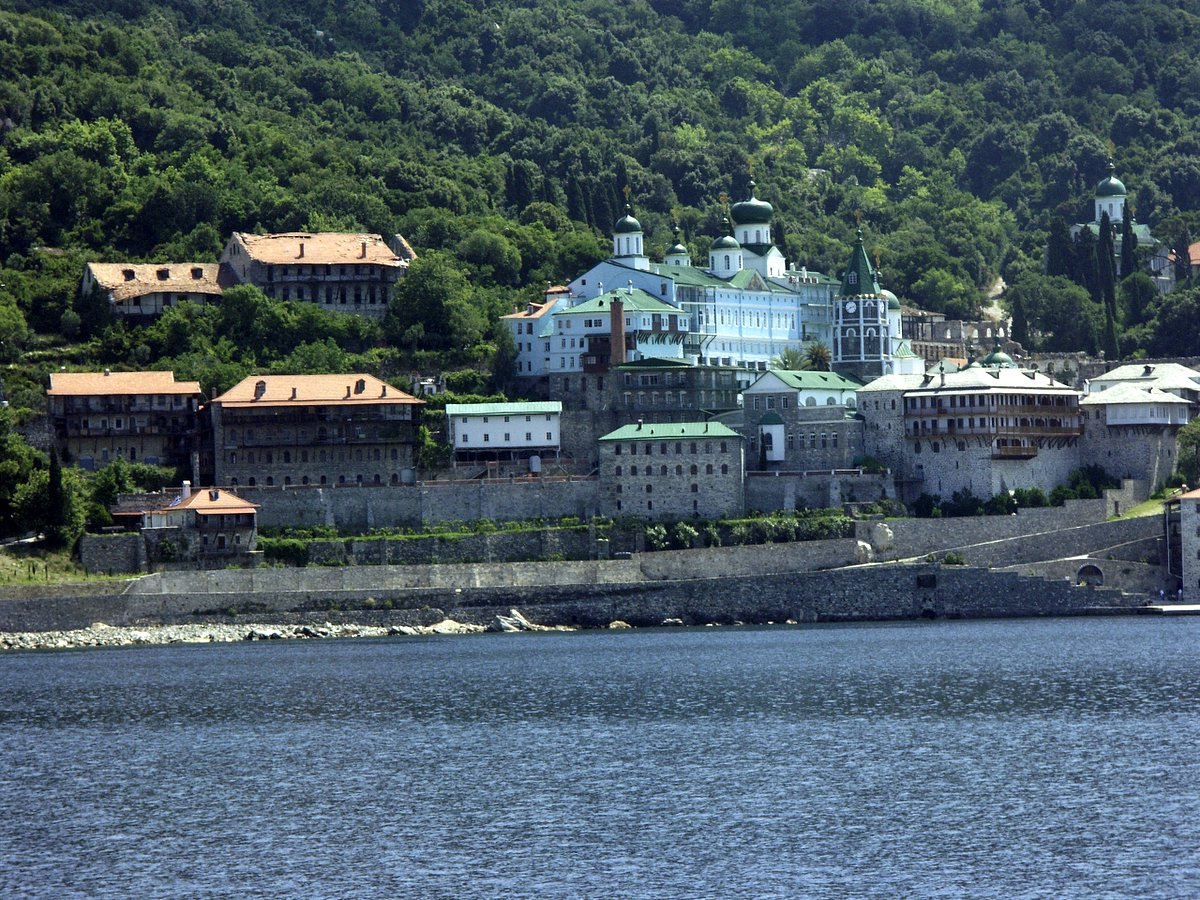
Das Rossikon, vom Meer aus gesehen

Das Kloster des Hl. Pantaleon (griechisch Άγιος Παντελεήμων, Aghios Panteleimon, bekannter als Ρωσσικόν, Rossikon) ist ein russisch-orthodoxes Kloster in Athos, Griechenland.

## Geschichte

### Entstehung
Das Kloster des Hl. Pantaleon wurde im 10. Jahrhundert von einem Mönch namens Leontios gegründet. Ab 1169 wurde es von russischen Mönchen besiedelt und als eigenständiges Kloster anerkannt. Während der Mongolenherrschaft in Russland waren die meisten Mönche Griechen oder Serben. Im Lauf seiner Geschichte wurde das Rossikon mehrmals von großen Bränden zerstört, darunter im Jahr 1307, als es von der Katalanischen Kompanie angegriffen wurde. Unter der osmanischen Herrschaft in Griechenland ging das Kloster beinahe unter. Im Jahre 1730 lebten dort nur noch zwei russische und zwei bulgarische Mönche.

### Das neue Kloster

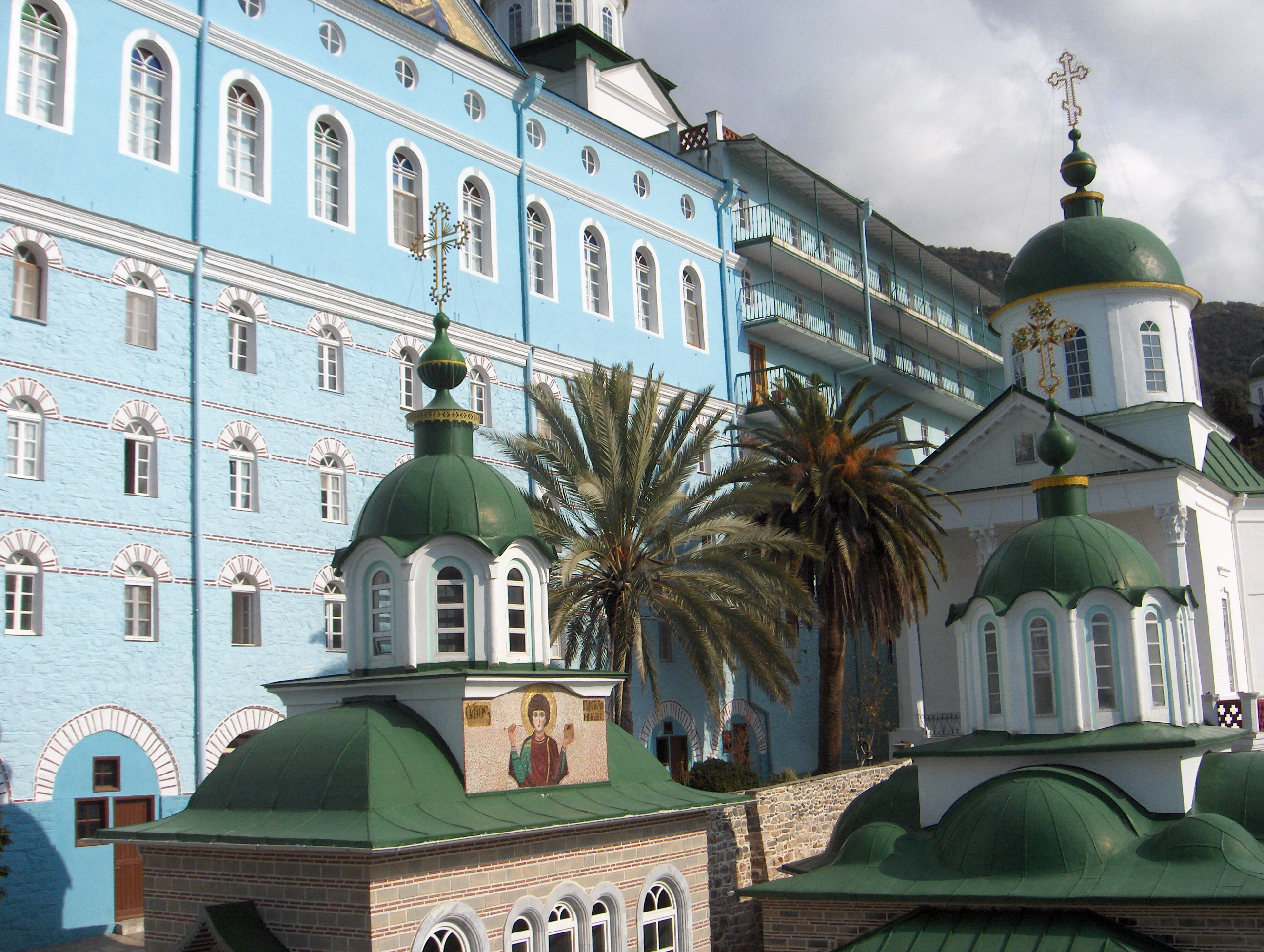
Kloster Panteleimon

Als der russische Admiral Fjodor Uschakow nach dem 1774 für Russland siegreich beendeten Russisch-Osmanischen Krieg (5. Russischer Türkenkrieg) von 1776 bis 1779 mit seiner Fregatte im östlichen Mittelmeer kreuzte, stellte er das Kloster unter seinen Schutz. Zarin Katharina II. approbierte diesen Schritt, indem sie das Rossikon unter ihre Schirmherrschaft nahm. Die Mönche, die das alte, in den Bergen gelegene Kloster (Palaiomonastir oder Stary Russik genannt) 1765 verlassen hatten, übersiedelten in das neue Kloster, das unmittelbar an die Meeresküste errichtet wurde. Vor allem in den beiden ersten Jahrzehnten des 19. Jahrhunderts wurde es wieder und wieder erweitert. Von 1812 bis 1821 wurde das Katholikon, die Hauptkirche des neuen Klosters, gebaut. Seiner Ausdehnung wie auch der Zahl der Mönche nach wurde das Rossikon im 19. Jahrhundert zum größten der Klöster auf dem heiligen Berg Athos. Vor dem Russisch-Osmanischen Krieg von 1877/1878 spielte das Rossikon eine Schlüsselrolle in den – nicht verwirklichten – russischen Plänen, auf dem Athos, der damals (und noch bis zum Ersten Balkankrieg 1912) zum Osmanischen Reich gehörte, russische und bulgarische Kolonien anzulegen.
Die Klosterherrschaft hat ab Ende des 19. Jahrhunderts unter anderem ein Segelschiff auf Reisen geschickt, das als Kloster ausgestattet war, es trug den Namen Pokrow Preswjatija Bogodizy.

### DerAthos-Streit
Von 1907 bis zum Ersten Weltkrieg war das Rossikon ein Hauptschauplatz im Athos-Streit. Im Kern dieser theologisch-dogmatischen Debatte ging es um die Frage, ob im Jesusgebet (Iissussowa molitwa) und der andächtigen Anrufung des Namens Jesu (Imjaslawije) Christus in gleicher Weise gegenwärtig ist wie in der Eucharistie. Ein Großteil der Mönche des Rossikon wollte sich den Anweisungen des Heiligen Synod nicht fügen. Sie bestanden darauf, im Jesusgebet eine Realpräsenz Christi erfahren zu haben, und wehrten sich dagegen, dass unter Berufung auf das Dogma – aus ihrer Sicht – eine geistliche Erfahrung geringgeschätzt werden sollte. Daraufhin wurde ein Kanonenboot der Kaiserlich Russischen Marine zum Kloster entsandt, das Hunderte häretischer Mönche mitnahm.

### Rossikon im 20. und 21. Jahrhundert
Im Jahre 1903 lebten 1446 Mönche im Rossikon, darunter Siluan von Athos; im Jahre 1913 waren es mehr als 2000. Die Verfolgung der russisch-orthodoxen Kirche in der Sowjetunion ließ die Zahl der Mönche des Rossikon auf einen kleinen Bruchteil ihrer einstigen Stärke sinken. Zudem verweigerten während der griechischen Militärdiktatur (1967–1974) die staatlichen Gouverneure des Athos russischen Mönchen zeitweise Einreisebewilligungen für den Eintritt in das Rossikon. Ein Großbrand verwüstete einen Großteil des Klosters am 23./24. Oktober 1968. Im Jahre 1973 zählte das Rossikon nur noch 20 Mönche. Seit dem Zerfall der Sowjetunion wächst die Mönchsgemeinschaft wieder. Als erstes russisches Staatsoberhaupt besuchte Wladimir Putin am 9. September 2005 das Kloster und wiederholte seinen Besuch 2016.
„Neubekehrte“ russische Oligarchen und Beamte, darunter Sergei Naryschkin, bildeten in den Nullerjahren einen elitären „Athos-Klub“, worauf es zur Erstellung von Luxus-Cottages mit Resort-Infrastruktur kam. Die unermesslichen Spenden aus Russland wurden im Sommer 2022 von Griechenland blockiert, nachdem Presseberichte behaupteten, Athos würde als Aufklärungs- und Sabotagezentrum missbraucht.

## Bibliothek, Reliquien, Ausstattung
Das Rossikon besitzt eine umfangreiche Bibliothek mit wertvollen Handschriften, darunter den Codex Athos Panteleimon, eine griechische Unzialhandschrift des Neuen Testaments aus dem 10. Jahrhundert, und bedeutende, in Kirchenslawisch abgefasste mittelalterliche Manuskripte.
Das Rossikon bewahrt eine Vielzahl von Reliquien, die die Pilger anzogen und anziehen, wie den Kopf des Patrons des Klosters, des Hl. Pantaleon, eines der beliebtesten Heiligen in Russland.
Die Glocken des Klosters stammen aus dem 19. Jahrhundert und gelten als die größten in Griechenland.